# Nouvoitou
Nouvoitou est une commune française située dans le département d'Ille-et-Vilaine en région Bretagne, peuplée de 3 732 habitants.

## Géographie

### Localisation
Nouvoitou est située à environ 12 km au sud-est de Rennes. La ville fait partie de Rennes Métropole.
| Vern-sur-Seiche | Domloup    | Châteaugiron |
|                 | Nouvoitou  |              |
| Saint-Armel     | Corps-Nuds | Amanlis      |

### Qualité des eaux
Un point de suivi de la qualité des eaux de l'Yaigne est présent sur la commune.

### Transport
La commune est desservie par les bus du réseau STAR via la ligne 75 (62 les vendredis et samedis soir et les dimanches et jours fériés), complétée en heures de pointe par la ligne 175ex.

### Hydrographie
Pour un article plus général, voir Réseau hydrographique d'Ille-et-Vilaine.
La commune est située dans le bassin Loire-Bretagne. Elle est drainée par la Seiche, l'Yaigne, le Prunelay, la Font Saint Loup, le ruisseau des Rivières braults et le ruisseau du Grand corcé,,.
La Seiche, d'une longueur de 97 km, prend sa source dans la commune du Pertre et se jette  dans la Vilaine à Bruz, après avoir traversé 24 communes. 

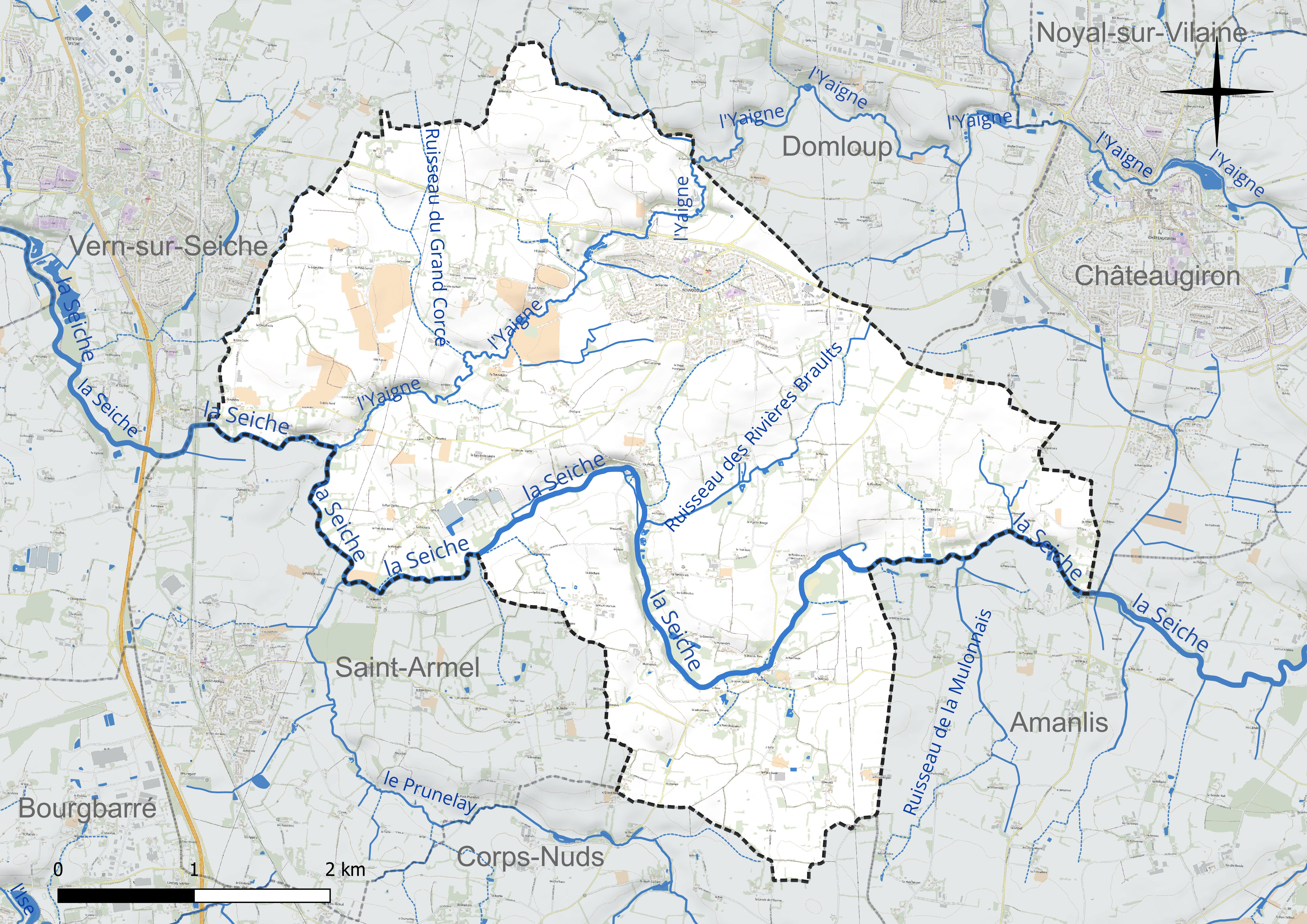
Réseau hydrographique de Nouvoitou.

L'Yaigne, d'une longueur de 27 km, prend sa source dans la commune de Cornillé et se jette  dans la Seiche à Saint-Armel, après avoir traversé six communes. 

### Climat
Pour des articles plus généraux, voir Climat de la Bretagne et Climat d'Ille-et-Vilaine.
En 2010, le climat de la commune est de type climat océanique altéré, selon une étude du CNRS s'appuyant sur une série de données couvrant la période 1971-2000. En 2020, Météo-France publie une typologie des climats de la France métropolitaine dans laquelle la commune est exposée à un climat océanique et est dans la région climatique  Bretagne orientale et méridionale, Pays nantais, Vendée, caractérisée par une faible pluviométrie en été et une bonne insolation. Parallèlement l'observatoire de l'environnement en Bretagne publie en 2020 un zonage climatique de la région Bretagne, s'appuyant sur des données de Météo-France de 2009. La commune est, selon ce zonage, dans la zone « Sud Est », avec des étés relativement chauds et ensoleillés.  
Pour la période 1971-2000, la température annuelle moyenne est de 11,5 °C, avec une amplitude thermique annuelle de 13 °C. Le cumul annuel moyen de précipitations est de 750 mm, avec 12,6 jours de précipitations en janvier et 6,9 jours en juillet. Pour la période 1991-2020, la température moyenne annuelle observée sur la station météorologique la plus proche, située sur la commune de Saint-Jacques-de-la-Lande à 13 km à vol d'oiseau, est de 12,4 °C et le cumul annuel moyen de précipitations est de 691,0 mm,. Pour l'avenir, les paramètres climatiques de la commune estimés pour 2050 selon différents scénarios d'émission de gaz à effet de serre sont consultables sur un site dédié publié par Météo-France en novembre 2022.

## Urbanisme

### Typologie
Au 1er janvier 2024, Nouvoitou est catégorisée bourg rural, selon la nouvelle grille communale de densité à sept niveaux définie par l'Insee en 2022.
Elle appartient à l'unité urbaine de Nouvoitou, une unité urbaine monocommunale constituant une ville isolée,. Par ailleurs la commune fait partie de l'aire d'attraction de Rennes, dont elle est une commune de la couronne,. Cette aire, qui regroupe 183 communes, est catégorisée dans les aires de 700 000 habitants ou plus (hors Paris),.

### Occupation des sols
L'occupation des sols de la commune, telle qu'elle ressort de la base de données européenne d'occupation biophysique des sols Corine Land Cover (CLC), est marquée par l'importance des territoires agricoles (94,7 % en 2018), en diminution par rapport à 1990 (96 %). La répartition détaillée en 2018 est la suivante : 
zones agricoles hétérogènes (41,9 %), terres arables (38,9 %), prairies (13,8 %), zones urbanisées (5,3 %). L'évolution de l'occupation des sols de la commune et de ses infrastructures peut être observée sur les différentes représentations cartographiques du territoire : la carte de Cassini (XVIIIe siècle), la carte d'état-major (1820-1866) et les cartes ou photos aériennes de l'IGN pour la période actuelle (1950 à aujourd'hui).

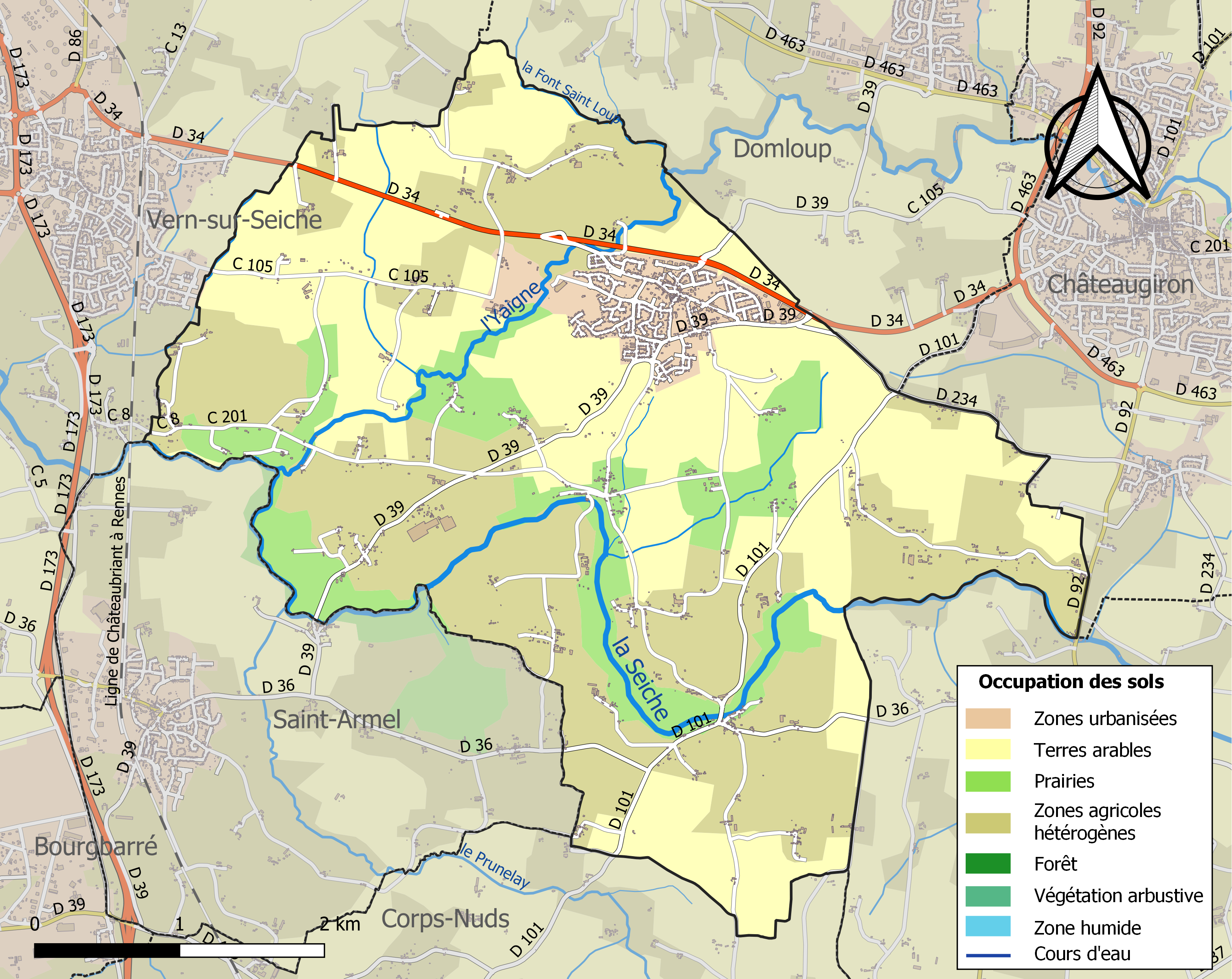
Carte des infrastructures et de l'occupation des sols de la commune en 2018 (CLC).

## Toponymie
Les formes anciennes sont :
- Novestou (1014) ;
- Novestol (XIIe siècle) ;
- Novetoul (1240) ;
- Novostatu alias Novestoi (1516) ;
- Nouvoyton.

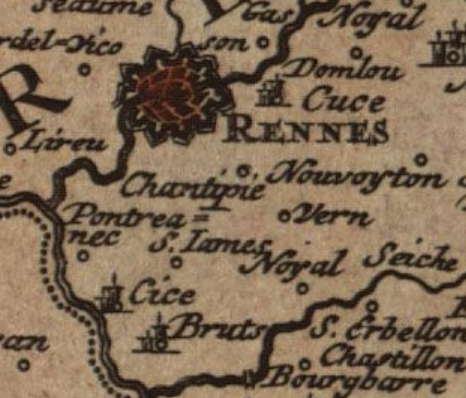
Extrait de la Tabula ducatus britanniae gallis, où l'on peut lire « Nouvoyton ». Le symbole utilisé signifie pagi (bourgs).

Le nom de Nouvoitou est issu du latin novus stocus, « nouvelles tiges ».
En gallo, langue d'oïl locale, la localité se nomme Nouvetou prononcé [nuvətu].
La forme bretonne proposée par l'Office public de la langue bretonne est Neveztell. Cependant, le breton n'a jamais été parlé dans le pays de Rennes qui se trouve en dehors de l'aire traditionnelle de diffusion de la langue bretonne.
Le gentilé est Nouvoitoucien.

## Histoire
À la suite du décret du 28 septembre 2018, une partie de territoire de la commune de Domloup est rattachée à la commune de Nouvoitou.

## Politique et administration

### Rattachements administratifs et électoraux

#### Circonscriptions de rattachement
Nouvoitou appartient à l'arrondissement de Rennes et au canton de Janzé depuis le redécoupage cantonal de 2014. Avant cette date, la commune était rattachée au canton de Châteaugiron.
Pour l'élection des députés, la commune fait partie de la cinquième circonscription d'Ille-et-Vilaine, représentée depuis juin 2017 par Christine Le Nabour (RE). Sous le Second Empire, elle appartenait à la circonscription de Rennes, sous la IIIe République à la deuxième circonscription de Rennes et de 1958 à 1986 à la 2e circonscription (Rennes-Sud).

#### Intercommunalité
Le 1er janvier 2004, Nouvoitou quitte la communauté de communes du Pays de Châteaugiron, intercommunalité dont elle était membre depuis sa création en 1993, pour rejoindre Rennes Métropole.
La commune fait aussi partie du Pays de Rennes.

#### Institutions judiciaires
Sur le plan des institutions judiciaires, la commune relève du tribunal judiciaire (qui a remplacé le tribunal d'instance et le tribunal de grande instance le 1er janvier 2020), du tribunal pour enfants, du conseil de prud'hommes, du tribunal de commerce, de la cour d'appel et du tribunal administratif de Rennes et de la cour administrative d'appel de Nantes.

### Administration municipale
Le nombre d'habitants au dernier recensement étant compris entre 2 500 et 3 499, le nombre de membres du conseil municipal est de 23.

### Liste des maires

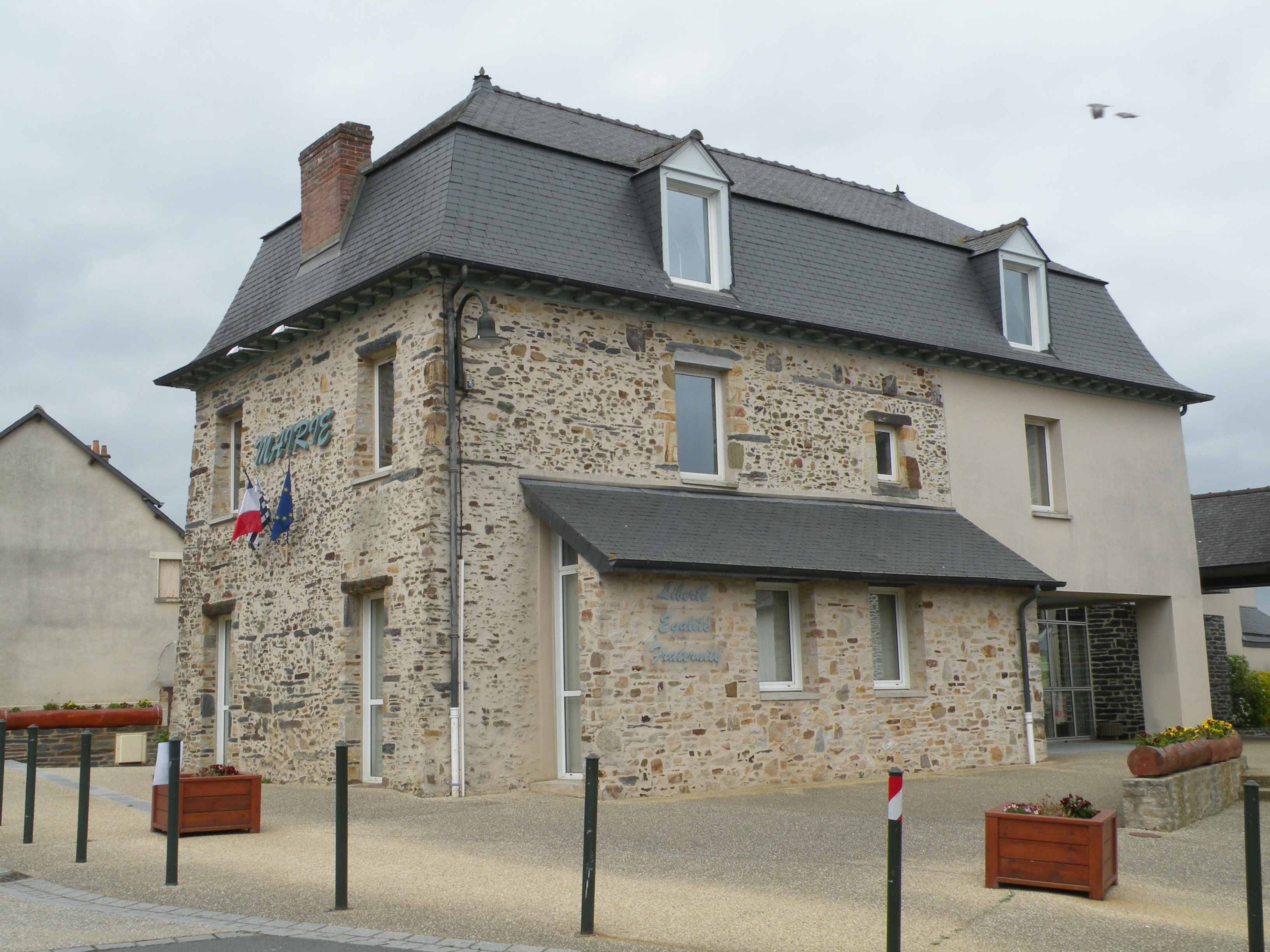
La mairie.

| Période                                  | Période                   | Identité              | Étiquette | Qualité                                                                                         |
| ---------------------------------------- | ------------------------- | --------------------- | --------- | ----------------------------------------------------------------------------------------------- |
| Les données manquantes sont à compléter. |                           |                       |           |                                                                                                 |
| 1790                                     | 1791                      | Julien Jean Vallée    |           |                                                                                                 |
| Les données manquantes sont à compléter. |                           |                       |           |                                                                                                 |
| ca. 1912                                 | ?                         | Henri Fournel         |           |                                                                                                 |
| décembre 1919                            | mars 1934 (décès)         | Jean-Baptiste Gendry  | RG        | Maréchal-expert Conseiller général de Châteaugiron (1930 → 1934) Conseiller d'arrondissement    |
| mai 1934                                 | 1942 (démission)          | M. Goupil             |           |                                                                                                 |
| avril 1942                               | ?                         | Édouard Legendre      |           | Minotier Maire nommé par arrêté préfectoral                                                     |
| Les données manquantes sont à compléter. |                           |                       |           |                                                                                                 |
| ca. 1950                                 |                           | François Butault      |           | Cultivateur                                                                                     |
| mars 1965                                | mars 1977                 | Jean Georges Langlois |           | Industriel, ingénieur-chimiste Maire honoraire                                                  |
| mars 1977                                | mars 1989                 | Henri Verger          |           | Ingénieur TPE                                                                                   |
| mars 1989                                | mars 2008                 | Daniel Ostoréro       | DVG       | Cadre de l'action sociale Conseiller général de Châteaugiron (1994 → 2001)                      |
| mars 2008                                | En cours (au 27 mai 2020) | Jean-Marc Legagneur   | PS        | Cadre supérieur 19e vice-président de Rennes Métropole (2020 → ) Réélu pour le mandat 2020-2026 |

## Démographie
L'évolution du nombre d'habitants est connue à travers les recensements de la population effectués dans la commune depuis 1793. Pour les communes de moins de 10 000 habitants, une enquête de recensement portant sur toute la population est réalisée tous les cinq ans, les populations de référence des années intermédiaires étant quant à elles estimées par interpolation ou extrapolation. Pour la commune, le premier recensement exhaustif entrant dans le cadre du nouveau dispositif a été réalisé en 2007.
En 2022, la commune comptait 3 732 habitants, en évolution de +23,74 % par rapport à 2016 (Ille-et-Vilaine : +5,46 %, France hors Mayotte : +2,11 %).
| 1793  | 1800  | 1806  | 1821  | 1831  | 1836  | 1841  | 1846  | 1851  |
| ----- | ----- | ----- | ----- | ----- | ----- | ----- | ----- | ----- |
| 2 069 | 2 341 | 1 991 | 2 108 | 2 154 | 2 221 | 2 196 | 2 100 | 2 134 |

| 1856  | 1861  | 1866  | 1872  | 1876  | 1881  | 1886  | 1891  | 1896  |
| ----- | ----- | ----- | ----- | ----- | ----- | ----- | ----- | ----- |
| 2 023 | 1 920 | 1 929 | 1 841 | 1 805 | 1 708 | 1 653 | 1 590 | 1 541 |

| 1901  | 1906  | 1911  | 1921  | 1926  | 1931  | 1936  | 1946  | 1954  |
| ----- | ----- | ----- | ----- | ----- | ----- | ----- | ----- | ----- |
| 1 513 | 1 459 | 1 327 | 1 164 | 1 164 | 1 166 | 1 193 | 1 209 | 1 208 |

| 1962  | 1968  | 1975  | 1982  | 1990  | 1999  | 2006  | 2007  | 2012  |
| ----- | ----- | ----- | ----- | ----- | ----- | ----- | ----- | ----- |
| 1 169 | 1 125 | 1 157 | 1 615 | 2 348 | 2 556 | 2 904 | 2 953 | 2 842 |

| 2017  | 2022  | - | - | - | - | - | - | - |
| ----- | ----- | - | - | - | - | - | - | - |
| 3 099 | 3 732 | - | - | - | - | - | - | - |

## Lieux et monuments

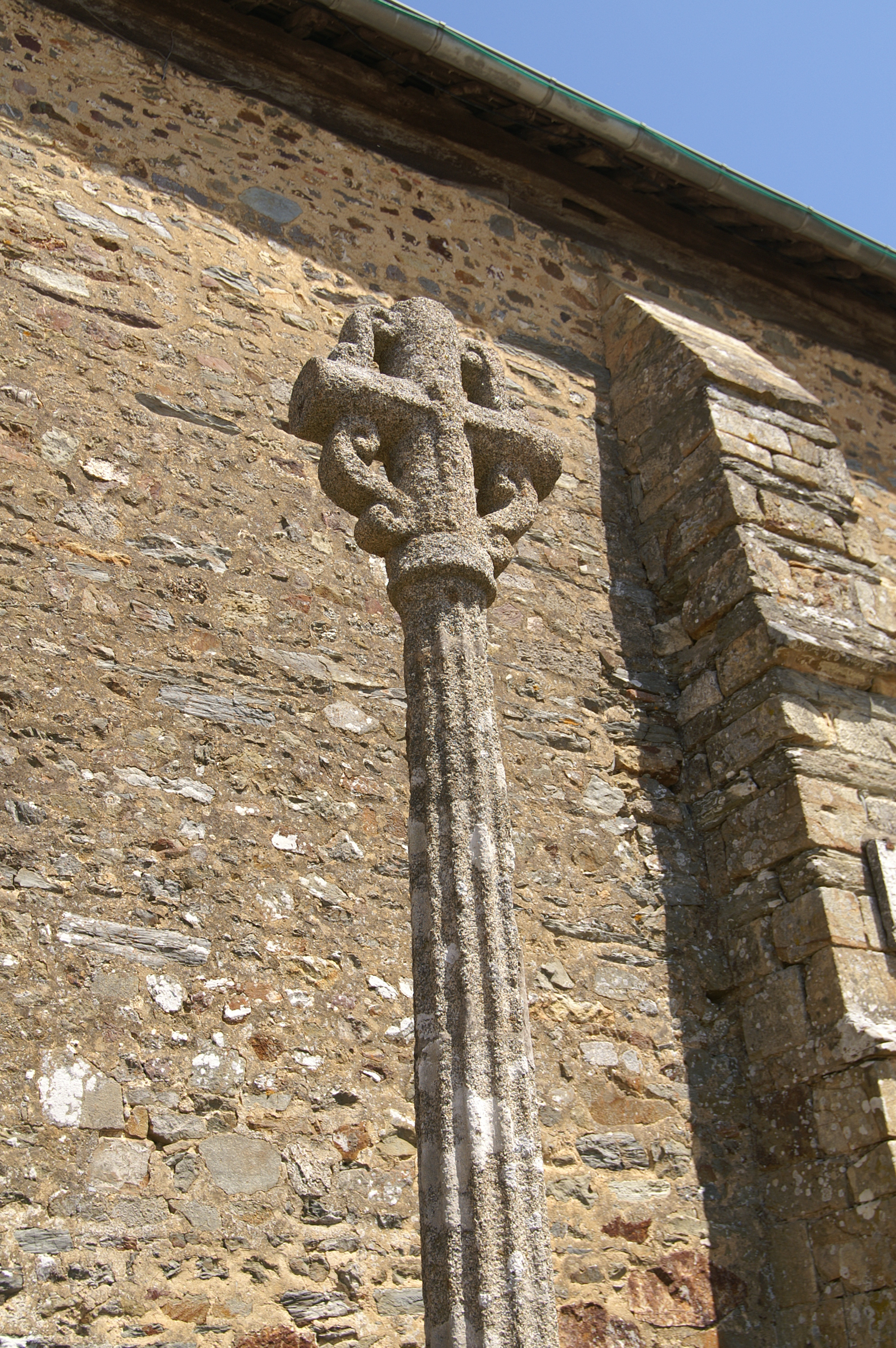
La croix de cimetière située sur la façade sud de l'église.

La commune possède un monument historique :
- une croix de cimetière, en granit, classée en 1907[36].

La commune possède un bâti particulièrement bien étudié puisque la base Mérimée dispose de 223 fiches pour 329 immeubles recensés par l'Insee en 1946.
Parmi les bâtiments inventoriés, on trouve plusieurs châteaux et manoirs :
- château à la Porte[38] ;
- château à la Guillardière[39] ;
- manoir à la Porte[40].

Le monument aux morts situé près de l'église.

## Personnalités liées à la commune
- Benjamin Gérard (né en 1984), Auteur de Bande dessinée et de livre jeunesse.
- Franck Laurance (né en 1970), coureur cycliste français.